# Louise Brown
 Ikke at forveksle med Louise Brown (politiker).
 Der er for få eller ingen kildehenvisninger i denne artikel, hvilket er et problem. Du kan hjælpe ved at angive troværdige kilder til de påstande, som fremføres i artiklen.

Louise Joy Brown (født 25. juli 1978) er en engelsk kvinde, der er kendt som verdens første "reagensglasbarn", hvor befrugtningen af moderens æg skete uden for kroppen i et reagensglas.

## Fødsel
Hun blev født på Oldham General Hospital i Manchester, Storbritannien. Ved planlagt kejsersnit, leveret af registrator John Webster, kom Louise til verdenen kort før midnat, og hendes ankomst skabte internationale nyhedsoverskrifter. Louises mål var 5 pund og 12 oz ved hendes fødsel.[kilde mangler]

## Forskning
Siden 1968 havde doktor Robert Edwards og doktor Patrick Steptoe forsket i fertilitetsmetoder, der indgik inseminering og in vitro-befrugtning, kaldet IVF.
IVF blev betragtet som uetisk af mange religiøse grupper, og de læger, der praktiserede denne metode til befrugtning, blev ofte udsat for anklager om at "lege gud". Ikke desto mindre er der siden Louises fødsel i 1978 blevet undfanget over en million børn ved hjælp af IVF.

## Senere liv
Louise bruger ikke beskrivelsen "reagensglasbaby" om sig selv. Hun har afvist adskillige tilbud fra avis- og tv-journalister om at sælge hendes historie, men hun er stadig stolt af sin personlige rolle i udviklingen af lægevidenskaben.
På trods af hendes dengang usædvanlige start på livet har hun formået at føre et beskedent liv. I 1999 blev hun ansat på en planteskole i Bristol.

## Familie
Hendes lillesøster, Natalie, blev også undfanget med IVF. Natalie, der blev født fire år efter Louise, var det første "reagensglasbarn" til selv at føde.[kilde mangler] Hendes barn kom til verden naturligt.